# Simophilus frenum
Simophilus frenum är en mångfotingart som först beskrevs av Frederik Vilhelm August Meinert 1870.  Simophilus frenum ingår i släktet Simophilus och familjen storjordkrypare.
Artens utbredningsområde är:
- Algeriet.
- Tunisien.

Inga underarter finns listade i Catalogue of Life.